# Vincent Thomas

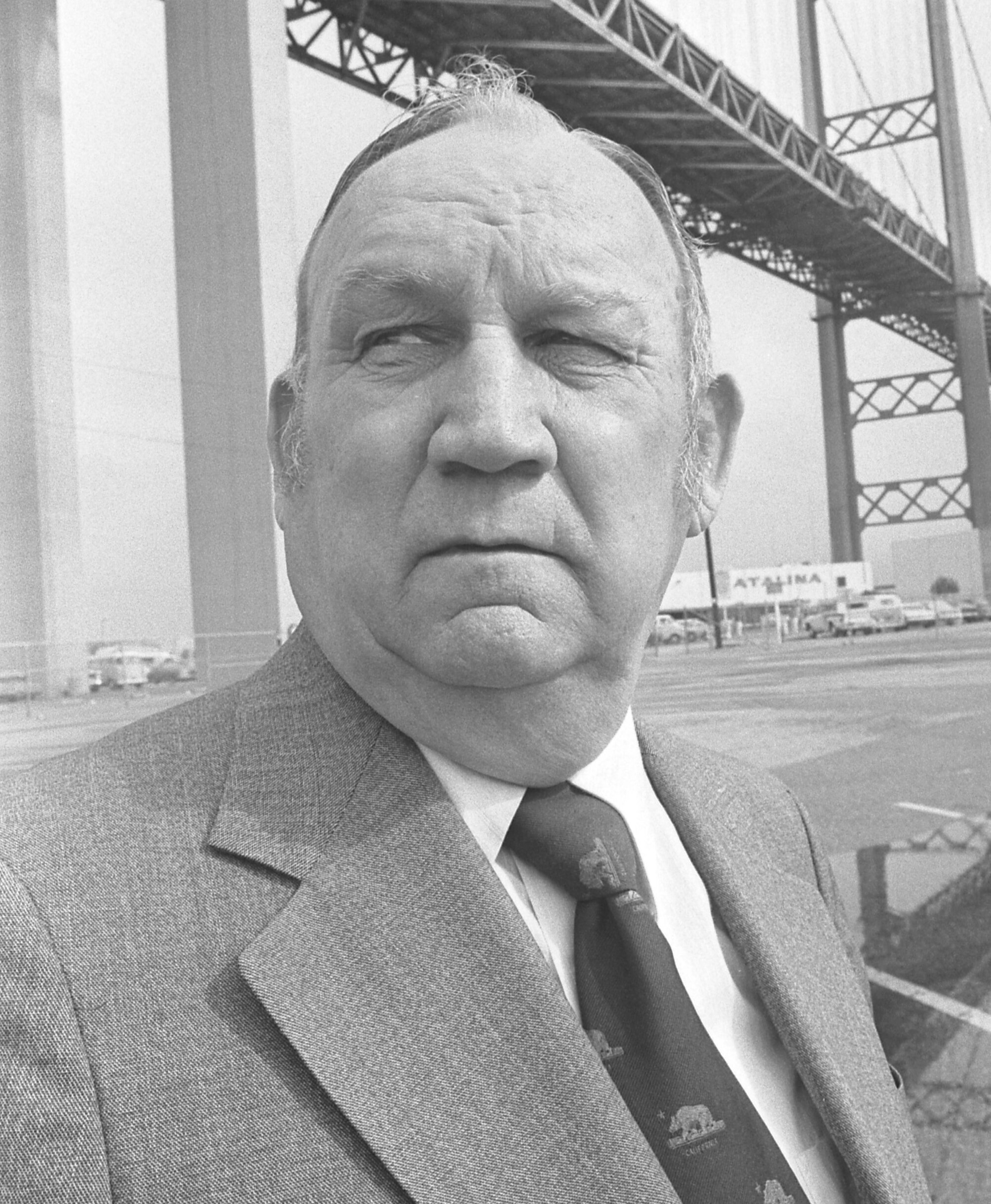
Vincent Thomas vor der nach ihm benannten Brücke (1978)

Vincent Tomasevich-Thomas (* 16. April 1907 in Biloxi, Mississippi; † Januar 1980 in San Pedro (Los Angeles), Kalifornien) war ein US-amerikanischer Politiker. Nach ihm ist die Vincent Thomas Bridge benannt.

## Leben
Thomas war das dritte von acht Kindern kroatischer Einwanderer. Die Familie zog nach Kalifornien als Vincent zehn Jahre alt war. Er besuchte mit Hilfe eines Sport-Stipendiums die Santa Clara University und danach die Loyola Law School, wo er 1936 ein Diplom der Rechtswissenschaften erhielt.
Vincent Thomas kandidierte erstmals 1940 für die California State Assembly. Er gewann die Wahl im 68. Wahldistrikt mit 69,5 % der Stimmen. In den folgenden Jahrzehnten wurde Thomas achtzehnmal in Folge wiedergewählt. Er gehörte 38 Jahre lang ununterbrochen der State Assembly an und ist damit der am längsten dienende Abgeordnete des kalifornischen Unterhauses – ein Rekord, der durch die 1990 eingeführte Amtszeitbeschränkung nicht mehr erreicht werden kann. 1978 musste sich Thomas zum einzigen Mal geschlagen geben, er unterlag dem republikanischen Herausforderer Gerald N. Felando.
Die bedeutendste Leistung in Thomas’ politischer Karriere war sein Einsatz für den Bau einer Brücke von seinem Heimatort San Pedro nach Terminal Island. Die Notwendigkeit dieses Bauwerks war lange umstritten, Kritiker nannten die geplante Brücke eine „Brücke ins Nirgendwo“ (“bridge to nowhere”). Es brauchte 19 Jahre und 16 Gesetze bis im Mai 1960 die Bauarbeiten begannen. 1961 verabschiedete die California State Legislature eine Resolution, nach der die neue Brücke zu Ehren von Vincent Thomas bereits zu dessen Lebzeiten den Namen Vincent Thomas Bridge tragen solle. Thomas war bei der Eröffnung 1963 auch der erste Bürger, der die 25 Cent Mautgebühr entrichtete.
Vincent Thomas war Mitglied der Demokratischen Partei. 1940 und 1944 gehörte er dem Electoral College an.